# 앙골모아
앙골모아(Angolmois, '앙골모와'라고도 표기된다)는 노스트라다무스의 《예언집》 백시편 제10권 72번에 등장하는 말이다.

## 출전
이 말은 '백시편집' 제10권 72번에 등장한다. 그 시의 직역은 아래와 같다.

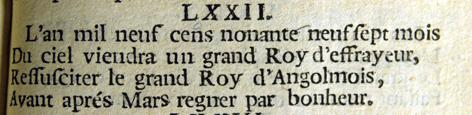
『백기편집』제10권 72권 (1720년 토리노판)

1999년 7개월

하늘에서 공포의 대왕이 내려오리라.

앙골모아의 대왕이 부활하리라

화성을 전후로 행복하게 지배하리라